# Kreis Deutsch Krone

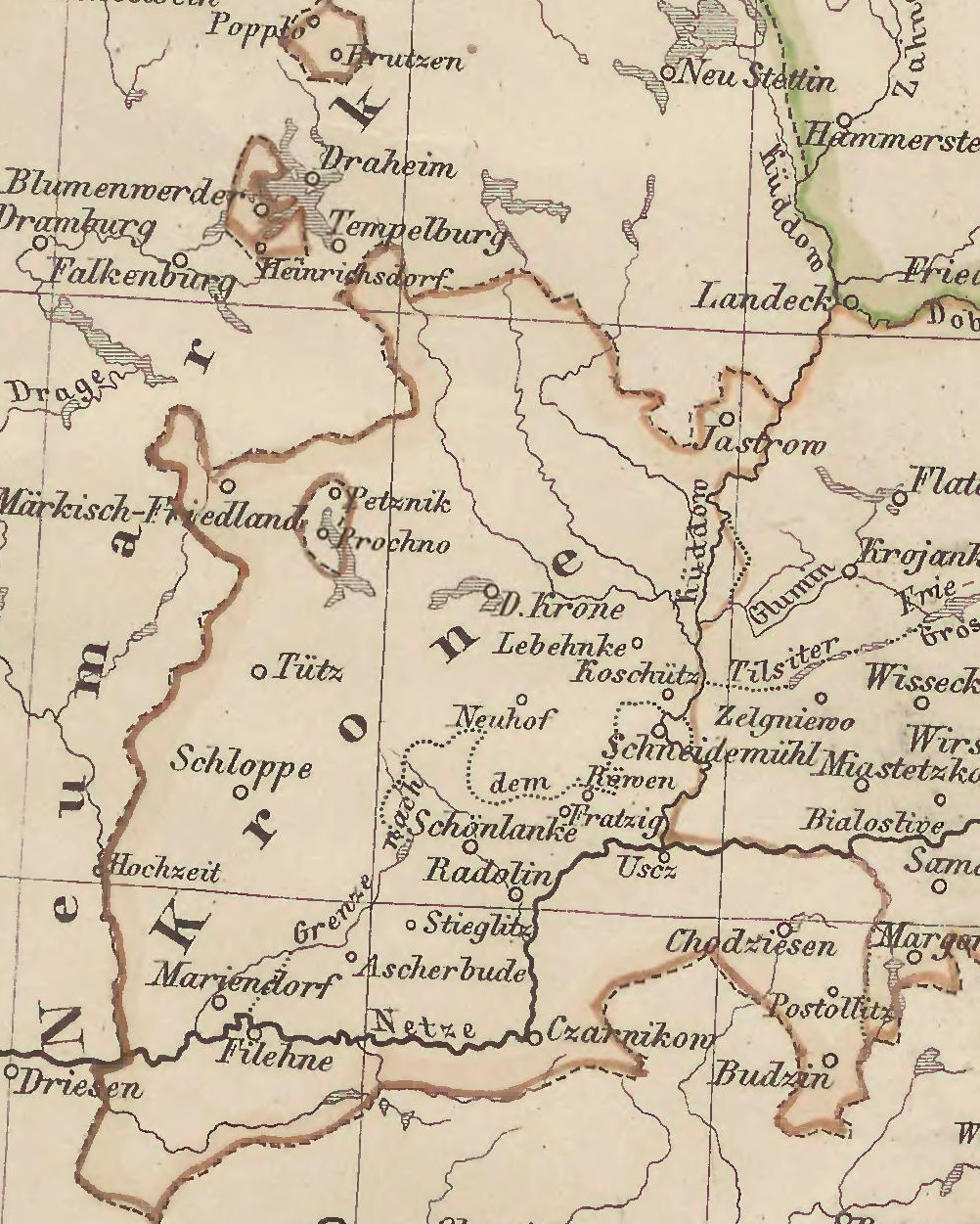
Der Kreis Deutsch Krone in den Grenzen von 1772 bis 1807

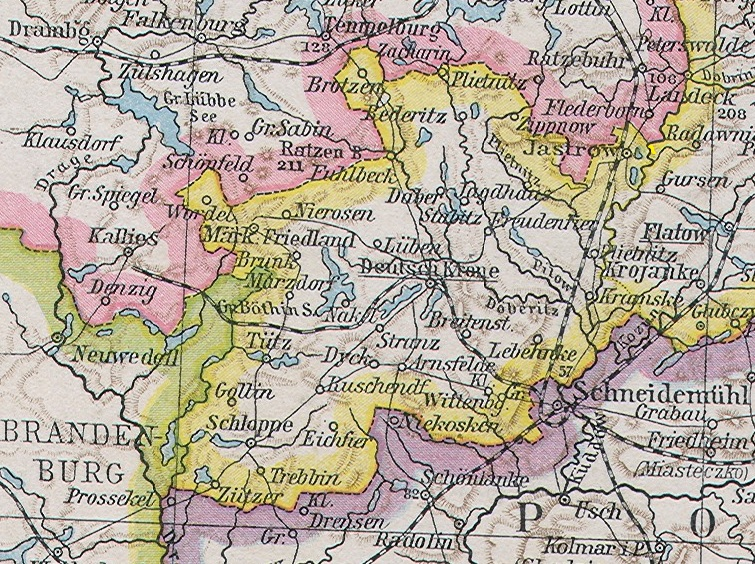
Der Kreis Deutsch Krone in den Grenzen von 1818 bis 1945

Die Provinz Westpreußen bis 1920
Regierungsbezirk Danzig
Regierungsbezirk Marienwerder

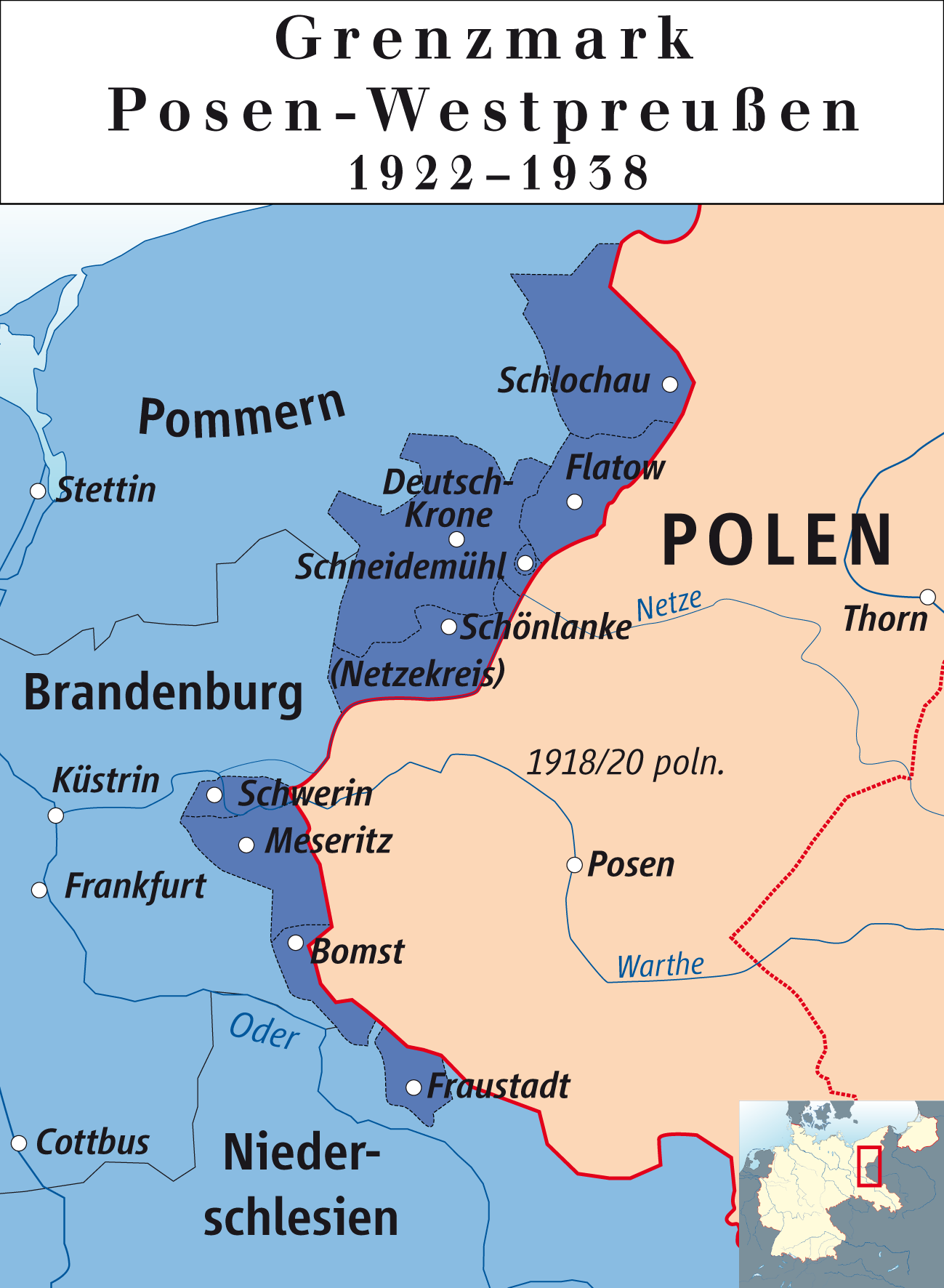
Karte der Provinz Grenzmark Posen-Westpreußen mit Kreisgrenzen (1938)

Der Kreis Deutsch Krone war ein Landkreis, der zwischen 1772 und 1945 in Preußen bestand. Er gehörte zu dem Teil Westpreußens, der nach dem Ersten Weltkrieg im Deutschen Reich verblieb und zur Grenzmark Posen-Westpreußen kam sowie von 1938 bis 1945 zur Provinz Pommern gehörte. Heute liegt das ehemalige Kreisgebiet in den polnischen Woiwodschaften Westpommern und Großpolen.

## Verwaltungsgeschichte
Der Kreis Deutsch Krone war seit 1772 einer der vier Kreise des Netzedistrikts, der durch die erste polnische Teilung 1772 zu Preußen gekommen war. Durch den Tilsiter Frieden fiel 1807 der Südteil des Kreises mit den Städten Filehne, Schönlanke und Schneidemühl an das Herzogtum Warschau.
Im Rahmen der preußischen Provinzialbehörden-Verordnung vom 30. April 1815 und ihren Ausführungsbestimmungen kam der Kreis zum neuen Regierungsbezirk Marienwerder der neuen Provinz Westpreußen, während der 1806 abgetrennte Südteil des Kreises zur neuen Provinz Posen kam. Mit dem nordwestlichen Nachbarkreis Dramburg wurden gegenseitig mehrere Exklaven ausgetauscht. Nach der endgültigen Festlegung der neuen Kreisgrenzen im Regierungsbezirk Marienwerder umfasste der Kreis Deutsch Krone seit dem 1. April 1818 die fünf Städte Deutsch Krone, Jastrow, Märkisch Friedland, Schloppe, Tütz, die Ämter Lebehnke und Schloppe sowie 65 adlige Güter. Sitz des Landratsamtes war die Stadt Deutsch Krone. Später setzte sich die Schreibweise „Deutsch Krone“ durch.
Vom 3. Dezember 1829 bis zum 1. April 1878 waren Westpreußen und Ostpreußen zur Provinz Preußen vereinigt, die seit dem 1. Juli 1867 zum Norddeutschen Bund und seit dem 1. Januar 1871 zum Deutschen Reich gehörte.
Nachdem 1831 eine Choleraepidemie ausgebrochen war, trat die Krankheit 1848/49 im Kreisgebiet erneut auf. Am 28. März 1878 wurden die Landgemeinden Alt Lobitz und Zadow sowie der Gutsbezirk Zadow aus dem Kreis Dramburg in den Kreis Deutsch Krone umgegliedert.
Der rein deutsch besiedelte Kreis verblieb im Gegensatz zu den meisten anderen westpreußischen Kreisen nach dem Ersten Weltkrieg im Deutschen Reich. Am 20. November 1919 wurde der Kreis dem neuen Verwaltungsbezirk Grenzmark Westpreußen-Posen mit Sitz in Schneidemühl unterstellt. Zum 11. Januar 1921 wurde der Verwaltungsbezirk „Grenzmark Westpreußen-Posen“ in „Grenzmark Posen-Westpreußen“ umbenannt. Am 1. Juli 1922 wurde aus dem Verwaltungsbezirk die neue Provinz Grenzmark Posen-Westpreußen gebildet. Deckungsgleich mit der Provinz wurde am 1. August 1922 der neue Regierungsbezirk Schneidemühl gebildet.
Zum 30. September 1928 fand im Kreis Deutsch Krone wie im übrigen Freistaat Preußen eine Gebietsreform statt, bei der alle Gutsbezirke bis auf drei aufgelöst und benachbarten Landgemeinden zugeteilt wurden. Am 1. Oktober 1938 wurde der Kreis Deutsch Krone nach der Auflösung der Provinz Grenzmark Posen-Westpreußen in die Provinz Pommern eingegliedert. Der Regierungsbezirk Schneidemühl erhielt aus Traditionsgründen die Bezeichnung „Grenzmark Posen-Westpreußen“.
Im Frühjahr 1945 wurde das Gebiet des Kreises Deutsch Krone von der Roten Armee besetzt. Nach Einstellung der Kampfhandlungen 1945 wurde das Kreisgebiet von der sowjetischen Besatzungsmacht der Volksrepublik Polen zur Verwaltung überlassen. Im Kreis Deutsch Krone begann danach die Zuwanderung von Polen, die zunächst vorwiegend aus den Gebieten östlich der Curzon-Linie kamen. In der Folgezeit wurde die einheimische Bevölkerung von der polnischen Administration aus dem Kreis vertrieben.

## Bevölkerung
Im Folgenden eine Übersicht nach Einwohnerzahl, Konfessionen und Sprachgruppen:
| Jahr                                          | 1821                | 1831                | 1852                | 1861                | 1871                | 1890                | 1900                | 1910              | 1925              | 1933              | 1939              |
| Einwohner                                     | 31.762              | 37.348              | 52.950              | 60.432              | 63.285              | 65.707              | 64.209              | 62.182            | 67.171            | 68.372            | 69.699            |
| Evangelische Katholiken Juden                 | 18.312 10.968 2.482 | 21.314 13.911 2.123 | 31.549 19.285 2.116 | 36.442 21.768 2.219 | 37.893 23.317 2.031 | 38.682 25.567 1.423 | 36.994 26.035 1.128 | 35.033 26.311 818 | 39.806 26.532 692 | 41.133 26.455 626 | 42.555 26.285 197 |
| deutschsprachig zweisprachig polnischsprachig |                     | 37.248 - 100        | 52.950 -            | 60.409 - 23         |                     | 65.278 76 347       | 63.813 98 291       | 61.143 179 843    |                   |                   |                   |

## Politik

### Landräte
- 1772–1775: Christian Friedrich Wilhelm von der Osten (1741–1793)
- 1775–1777: Jacob Otto von Wobeser (1738–1811)
- 1777–1793: Ferdinand George von Oppeln-Bronikowski[7]
- 1793–1794: Dietrich Hans Sebastian von Unruh[7]
- 1795–1818: Carl George Ferdinand von Falckenhayn[7]
- 1819–1833: Ludwig von Germar
- 1833–1852: Eduard Zychlinski (1795–1858)
- 1852–1858: Heinrich Georg Eduard Graf von Rittberg (1789–1866)
- 1859–1864: Botho zu Eulenburg (1831–1912)
- 1864–1872: Max von Brauchitsch (1835–1882)
- 1872–1883: Robert Oskar von Ketelhodt (1836–1908)
- 1884–1894: Franz Rotzoll (1850–1927)
- 1894–1919: Friedrich Wilhelm Gisbert Schulte-Heuthaus[8]
- 1919–1923: Walther Kleemann
- 1923–0000: Gansen (vertretungsweise)
- 1923–1928: Anton Rick (1887–1949)
- 1928–1933: Josef Ortner (1891–1951)
- 1934–1945: Karl Knabe (1888–1968)

### Kommunalverfassung
Der Kreis Deutsch Krone gliederte sich in Städte, in Landgemeinden und – bis zu deren nahezu vollständiger Auflösung im Jahre 1928 – in Gutsbezirke. Mit Einführung des preußischen Gemeindeverfassungsgesetzes vom 15. Dezember 1933 sowie der Deutschen Gemeindeordnung vom 30. Januar 1935 wurde zum 1. April 1935 das Führerprinzip auf Gemeindeebene durchgesetzt. Eine neue Kreisverfassung wurde nicht mehr geschaffen; es galt weiterhin die Kreisordnung für die Provinzen Ost- und Westpreußen, Brandenburg, Pommern, Schlesien und Sachsen vom 19. März 1881.

### Wahlen
Im Deutschen Reich bildete der Kreis Deutsch Krone den Reichstagswahlkreis Marienwerder 8. Der Wahlkreis wurde bei allen Reichstagswahlen von nationalliberalen oder konservativen Kandidaten gewonnen:
- 1871: Franz Adolph Guenther, Freikonservative Partei
- 1874: Friedrich Lehr, Nationalliberale Partei
- 1877: Friedrich Lehr, Nationalliberale Partei
- 1878: Theodor zu Stolberg-Wernigerode, Deutschkonservative Partei
- 1881: Max von Brauchitsch, Deutschkonservative Partei
- 1884: Karl von Gamp-Massaunen, Freikonservative Partei
- 1887: Karl von Gamp-Massaunen, Freikonservative Partei
- 1890: Karl von Gamp-Massaunen, Freikonservative Partei
- 1893: Karl von Gamp-Massaunen, Freikonservative Partei
- 1898: Karl von Gamp-Massaunen, Freikonservative Partei
- 1903: Karl von Gamp-Massaunen, Freikonservative Partei
- 1907: Karl von Gamp-Massaunen, Freikonservative Partei
- 1912: Karl von Gamp-Massaunen, Freikonservative Partei

## Amtsbezirke, Städte und Gemeinden

### Amtsbezirke
Die Landgemeinden des Kreises waren in den 1930er Jahren in 32 Amtsbezirke gegliedert. Die Städte des Kreises waren amtsfrei.
- Briesenitz
- Brotzen
- Dolfusbruch
- Drahnow
- Groß Wittenberg
- Haugsdorf
- Henkendorf
- Hoffstädt
- Klein Nakel
- Kramske
- Krumfließ
- Lebehnke
- Lüben
- Marzdorf
- Mellentin
- Neugolz
- Petznick
- Plietnitz
- Preußendorf
- Rederitz
- Rose
- Rosenfelde
- Salm
- Schloppe
- Schloss Tütz
- Schrotz
- Schulzendorf
- Schönthal
- Stibbe
- Wissulke
- Zippnow
- Zützer

### Städte und Gemeinden
Zum Ende seines Bestehens im Jahr 1945 umfasste der Kreis fünf Städte und 92 weitere Gemeinden:
- Alt Lobitz
- Appelwerder
- Arnsfelde
- Betkenhammer
- Bevilsthal
- Birkholz
- Borkendorf
- Breitenstein
- Briesenitz
- Brotzen
- Brunk
- Buchholz
- Dammlang
- Deutsch Krone, Stadt
- Doderlage
- Dolfusbruch
- Drahnow
- Dyck
- Eckartsberge
- Eichfier
- Flathe
- Freudenfier
- Gollin
- Gramattenbrück
- Groß Wittenberg
- Groß Zacharin
- Hansfelde
- Harmelsdorf
- Hasenberg
- Haugsdorf
- Henkendorf
- Hoffstädt
- Hohenstein
- Jagdhaus
- Jagolitz
- Jastrow, Stadt
- Kappe
- Karlsruhe
- Kattun
- Kegelsmühl
- Keßburg
- Klausdorf
- Klawittersdorf
- Klein Nakel
- Klein Wittenberg
- Knakendorf
- Koschütz
- Kramske
- Krummfließ
- Königsgnade
- Latzig
- Lebehnke
- Lubsdorf
- Lüben
- Machlin
- Märkisch Friedland, Stadt
- Marthe
- Marzdorf
- Mehlgast
- Mellentin
- Neu Lebehnke
- Neu Zippnow
- Neugolz
- Neuhof
- Petznick
- Plietnitz
- Plötzmin
- Prellwitz
- Preußendorf
- Prochnow
- Quiram
- Rederitz
- Riege
- Rose
- Rosenfelde
- Ruschendorf
- Sagemühl
- Salm
- Schloppe, Stadt
- Schrotz
- Schulzendorf
- Schönow
- Seegenfelde
- Springberg
- Stabitz
- Stibbe
- Strahlenberg
- Stranz
- Trebbin
- Tütz, Stadt
- Wissulke
- Wittkow
- Wordel
- Zadow
- Zechendorf
- Zippnow
- Zützer

Zum Kreis gehörten außerdem die gemeindefreien Gutsbezirke Forst Plietnitz, Rohrwiese und Forst Tütz.

### Aufgelöste und umbenannte Gemeinden
- Ober und Unter Theerofen, am 1. Oktober 1934 zu Betkenhammer
- Schneidemühler Hammer, 1932 in Koschütz umbenannt

## Verkehr
Die erste Bahnverbindung im Kreis stellte ab 1879 die Strecke Schneidemühl – Jastrow – Neustettin der Preußischen Ostbahn her >111.n<. Dann erreichte die Preußische Staatsbahn im Jahre 1881 von Schneidemühl aus die Kreisstadt Deutsch Krone und weiter 1888 den Knotenpunkt Kallies im Kreis Dramburg >115.a<.
Nachdem im Jahre 1900 die Stadt Märkisch Friedland im Westen des Kreises an die Strecke Kallies – Falkenburg angeschlossen worden war >116.b<, folgte 1908 im Norden die Linie Tempelburg – Jastrow, die 1914 nach Flatow verlängert wurde >115.e+f²<. Gleichzeitig nahm auch die Strecke Deutsch Krone – Plietnitz – Flatow den Betrieb auf >115.f<.
Vorher hatte der Kreis Deutsch Krone zwei kreiseigene Kleinbahnen erbaut, die von der Kreisstadt ausgingen:
- 1898 vom Westbahnhof nach Virchow im Kreis Dramburg >115.n< und
- 1904 vom Südbahnhof nach Schloppe, wo bereits 1899 die Linie nach Kreuz weiterführte >115.m<. Damit war ein Schienennetz von 220 km Länge entstanden, wovon 63 km dem Kreis gehörten.

(Die Zahlen in >< beziehen sich auf das Deutsche Kursbuch 1939).
Durch Deutsch Krone verläuft die ehemalige Reichsstraße 1 (Aachen-Eydtkuhnen).